# Gustav Klinger
Gustav Klinger (1876 – 1937 ?) era un dirigent polític bolxevic alemany del Volga. Klinger es va unir al partit el 1917 durant la Revolució russa i fou el cap de l'Autonome Arbeiter Kommune el 1918. L'any següent, esdevingué membre actiu de la Comintern, que tot just havia estat fundada, i el 1920 en fou escollit membre del comitè executiu. Klinger va ocupar alguns càrrecs de govern importants a la Unió Soviètica durant els anys 1920. Es creu que fou assassinat en les purgues ordenades per Stalin, probablement el 1937.